# Route Adélie de Vitré 2017
La Route Adélie de Vitré 2017, ventiduesima edizione della corsa e valevole come evento dell'UCI Europe Tour 2017 categoria 1.1, si svolse il 31 marzo 2017, su un percorso di 197,8 km, con partenza e arrivo a Vitré, in Francia. La vittoria fu appannaggio del francese Laurent Pichon, che concluse la gara in 4h50'12", alla media di 40,896 km/h, precedendo i connazionali Cyril Gautier e Julien Simon. 
Sul traguardo di Vitré 86 ciclisti, su 118 partenti, portarono a termine la competizione.

## Squadre e corridori partecipanti
| N.    | Cod. | Squadra                     |
| ----- | ---- | --------------------------- |
| 1-8   | COF  | Cofidis                     |
| 11-18 | GAZ  | Gazprom-RusVelo             |
| 21-28 | ALM  | AG2R La Mondiale            |
| 31-38 | ANS  | Androni-Sidermec-Bottecchia |
| 41-48 | FDJ  | FDJ                         |
| 51-58 | TNN  | Team Novo Nordisk           |
| 61-68 | DEN  | Direct Énergie              |
| 71-78 | MZN  | Manzana Postobón Team       |

| N.      | Cod. | Squadra                      |
| ------- | ---- | ---------------------------- |
| 81-88   | FVC  | Fortuneo-Vital Concept       |
| 91-98   | VOL  | Team Vorarlberg              |
| 101-108 | DMP  | Delko-Marseille Provence-KTM |
| 111-118 | AUB  | HP BTP-Auber 93              |
| 121-128 | TRA  | Roth-Akros                   |
| 131-138 | RLM  | Roubaix-Lille Métropole      |
| 141-148 | ADT  | Armée de Terre               |

## Ordine d'arrivo (Top 10)
| Pos. | Corridore           | Squadra      | Tempo    |
| ---- | ------------------- | ------------ | -------- |
| 1    | Laurent Pichon      | Fortuneo     | 4h50'12" |
| 2    | Cyril Gautier       | AG2R         | s.t.     |
| 3    | Julien Simon        | Cofidis      | s.t.     |
| 4    | David Gaudu         | FDJ          | s.t.     |
| 5    | Alo Jakin           | Auber 93     | a 2"     |
| 6    | Jonas Van Genechten | Cofidis      | a 5"     |
| 7    | Yannis Yssaad       | Armée de Te. | s.t.     |
| 8    | Thomas Boudat       | Direct       | s.t.     |
| 9    | Armindo Fonseca     | Fortuneo     | s.t.     |
| 10   | Clément Venturini   | Cofidis      | s.t.     |